# Coppa Nordamericana di skeleton 2021
La Coppa Nordamericana di skeleton 2021, ufficialmente denominata IBSF Skeleton North American Cup 2020/21, è stata l'edizione 2020-2021 del circuito continentale nordamericano dello skeleton, manifestazione organizzata annualmente dalla Federazione Internazionale di Bob e Skeleton; è iniziata il 26 gennaio 2021 a Park City, negli Stati Uniti d'America, e si è conclusa il 5 febbraio 2021 a Lake Placid, sempre negli Stati Uniti. Sono state disputate dieci gare: cinque per le donne e altrettante per gli uomini in due differenti località.
Vincitori dei trofei, conferiti agli atleti classificatisi per primi nel circuito, sono stati la canadese Madison Charney nel singolo femminile, al suo primo trionfo nel circuito dopo essere giunta seconda al termine delle annate 2012/13, 2013/14 e 2016/17 e terza nel 2011/12, e lo statunitense John Daly in quello maschile, anch'egli al primo successo dopo il terzo posto ottenuto nel 2016/17.

## Calendario
| Località    | Data               | Donne | Uomini |
| ----------- | ------------------ | ----- | ------ |
| Park City   | 26–28 gennaio 2021 | ●●●   | ●●●    |
| Lake Placid | 4–5 febbraio 2021  | ●●    | ●●     |
| Totale      | Totale             | 5     | 5      |

## Risultati

### Donne
| Data            | Località    | Prime classificate            | Seconde classificate          | Terze classificate      |
| --------------- | ----------- | ----------------------------- | ----------------------------- | ----------------------- |
| 26 gennaio 2021 | Park City   | Megan Henry Stati Uniti       | Savannah Graybill Stati Uniti | Mystique Ro Stati Uniti |
| 27 gennaio 2021 | Park City   | Megan Henry Stati Uniti       | Madison Charney Canada        | Mystique Ro Stati Uniti |
| 28 gennaio 2021 | Park City   | Megan Henry Stati Uniti       | Madison Charney Canada        | Leslie Stratton Svezia  |
| 4 febbraio 2021 | Lake Placid | Savannah Graybill Stati Uniti | Mystique Ro Stati Uniti       | Madison Charney Canada  |
| 5 febbraio 2021 | Lake Placid | Mystique Ro Stati Uniti       | Savannah Graybill Stati Uniti | Madison Charney Canada  |

### Uomini
| Data            | Località    | Primi classificati    | Secondi classificati                                | Terzi classificati                              |
| --------------- | ----------- | --------------------- | --------------------------------------------------- | ----------------------------------------------- |
| 26 gennaio 2021 | Park City   | John Daly Stati Uniti | Daniel Barefoot Stati Uniti                         | Brendan Doyle Irlanda e Jared Firestone Israele |
| 27 gennaio 2021 | Park City   | John Daly Stati Uniti | Daniel Barefoot Stati Uniti e Brendan Doyle Irlanda | non assegnato                                   |
| 28 gennaio 2021 | Park City   | John Daly Stati Uniti | Brendan Doyle Irlanda                               | Blake Enzie Canada                              |
| 4 febbraio 2021 | Lake Placid | John Daly Stati Uniti | Stephen Garbett Stati Uniti                         | Alex Ivanov Stati Uniti                         |
| 5 febbraio 2021 | Lake Placid | John Daly Stati Uniti | Stephen Garbett Stati Uniti                         | Alex Ivanov Stati Uniti                         |

## Classifiche

### Singolo donne
| Pos. | Nome atleta       | Nazione                 | PKC-1 | PKC-2 | PKC-3 | LAK-1 | LAK-2 | Punti |
| ---- | ----------------- | ----------------------- | ----- | ----- | ----- | ----- | ----- | ----- |
| 1    | Madison Charney   | Canada                  | 5     | 2     | 2     | 3     | 3     | 285   |
| 2    | Mystique Ro       | Stati Uniti             | 3     | 3     | -     | 2     | 1     | 250   |
| 3    | Savannah Graybill | Stati Uniti             | 2     | 5     | -     | 1     | 2     | 250   |
| 4    | Leslie Stratton   | Svezia                  | 4     | 7     | 3     | 4     | 4     | 243   |
| 5    | Megan Henry       | Stati Uniti             | 1     | 1     | 1     | -     | -     | 225   |
| 6    | Shannon Galea     | Malta                   | 10    | 12    | 12    | 8     | 8     | 160   |
| 7    | Grace Dafoe       | Canada                  | DSQ   | 8     | 6     | 7     | 5     | 159   |
| 8    | Audra Segree      | Giamaica                | DSQ   | 11    | 11    | 5     | 7     | 143   |
| 9    | Kellie Delka      | Porto Rico              | 6     | 4     | 4     | -     | -     | 140   |
| 10   | Katie Tannenbaum  | Isole Vergini Americane | 7     | 6     | 5     | -     | -     | 123   |

### Singolo uomini
| Pos. | Nome atleta     | Nazione     | PKC-1 | PKC-2 | PKC-3 | LAK-1 | LAK-2 | Punti |
| ---- | --------------- | ----------- | ----- | ----- | ----- | ----- | ----- | ----- |
| 1    | John Daly       | Stati Uniti | 1     | 1     | 1     | 1     | 1     | 375   |
| 2    | Blake Enzie     | Canada      | 7     | 5     | 3     | 8     | 4     | 224   |
| 3    | Troy Wilson     | Canada      | 11    | 9     | 9     | 5     | 5     | 188   |
| 4    | Brendan Doyle   | Irlanda     | 3     | 2     | 2     | -     | -     | 185   |
| 5    | Daniel Barefoot | Stati Uniti | 2     | 2     | -     | 4     | -     | 180   |
| 6    | Joel Seligstein | Israele     | 8     | 10    | 7     | 7     | 8     | 180   |
| 7    | David Park      | Canada      | 9     | 11    | 11    | 6     | 6     | 174   |
| 8    | Chris Strup     | Stati Uniti | 5     | 4     | 4     | -     | -     | 145   |
| 9    | Jared Firestone | Israele     | 3     | 6     | 5     | -     | -     | 140   |
| 10   | Stephen Garbett | Stati Uniti | -     | -     | -     | 2     | 2     | 130   |